# Dina El Wedidi
Dina El Wedidi (em árabe: دينا الوديدي, nascida a 1 de outubro de 1987 em Gizé), é uma cantora, compositora, violonista e ocasionalmente actriz de nacionalidade egípcia, reconhecida como a principal intérprete de um conjunto de músicos que se têm apresentaram de forma extensiva nos últimos anos, fundindo estilos de música locais e internacionais.

## Primeiros anos
Wedidi nasceu e foi criada em Gizé, no Egipto. Estudou literatura oriental com ênfase em literatura turca e persa na Universidade do Cairo, graduando-se em 2008 e passando algum tempo desempenhando funções como tradutora e guia turística no seu país natal.
Wedidi descobriu a sua paixão pela música após juntar-se ao teatro El Warsha, em 2008, onde aprendeu a cantar uma ampla variedade de géneros tradicionais com a ajuda do seu tutor Maged Soliman. Depois, decidiu abandonar El Warsha e começou a explorar todo o potencial da sua voz. Também participou em muitas oficinas com músicos independentes tanto no Egipto como em outros países, entre eles o músico vencedor do prémio Grammy Fathy Salama e a cantora e compositora Kamilya Jubran.

## Carreira musical

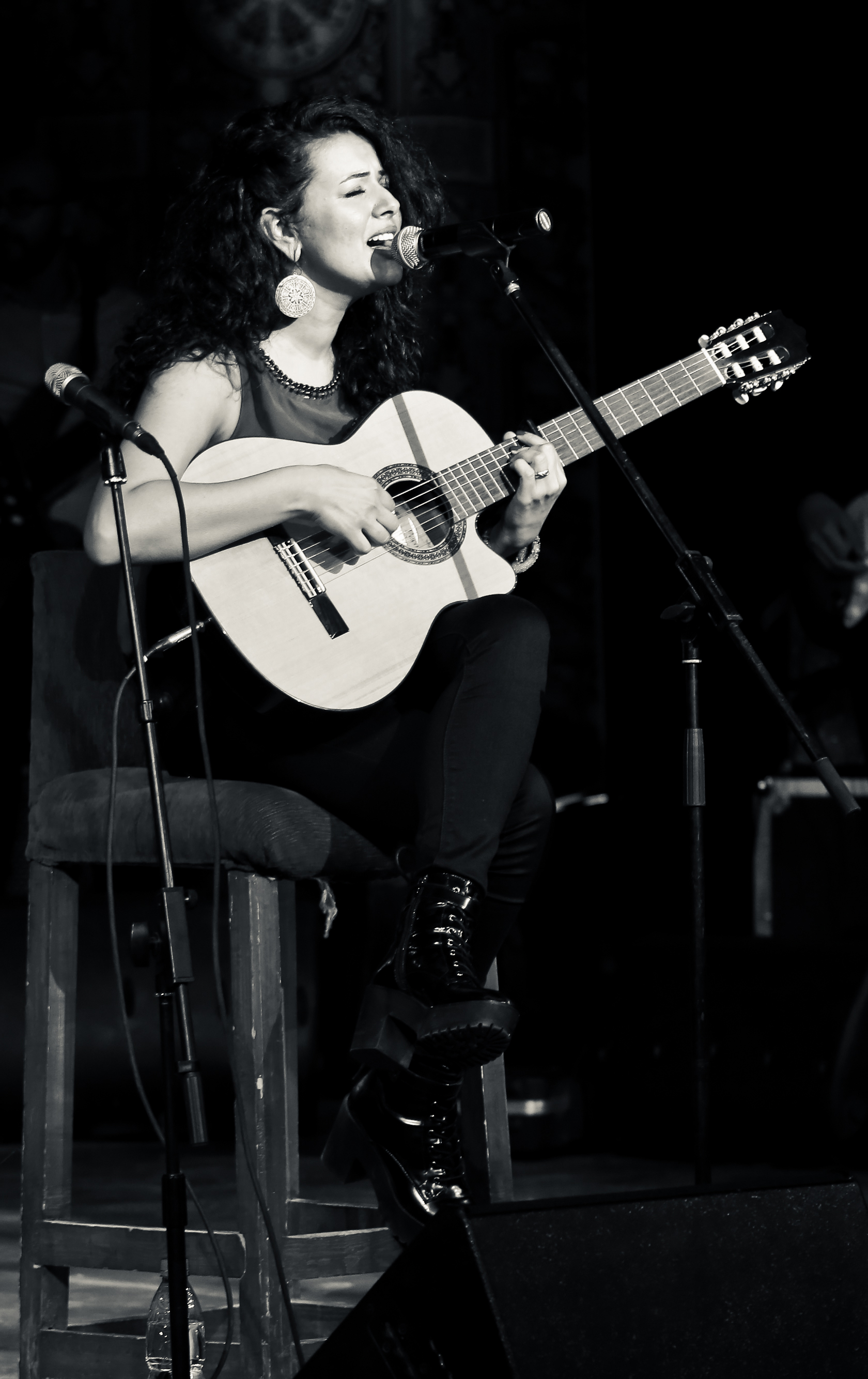
Dina El Wedidi em concerto.

No início de 2011, Wedidi abandonou El-Wersha e fundou seu próprio grupo com outros seis músicos. Coincidentemente, a revolução egípcia de 2011 despoletou e El Wedidi tomou parte numa Operetta moderna, Khalina Nehlam, com a banda egípcia Masar Egbari, Tamer Shalaby e os cantores tunisinos Mahdi Rabeh, Anis Dridi e Mohamed Bin Jemaa. A canção resultante foi um grande sucesso e representou os sentimentos do mundo árabe nesse turbulento ano.

### Tutoria de Gilberto Gil
Em 2012 Wedidi foi escolhida pelo reconhecido cantor e autor brasileiro Gilberto Gil como sua protegida. Ambos brindaram com um recital no evento Back2Black, como parte do Festival de Londres de 2012. Mais tarde reuniram-se para criar eventos musicais e palestras na Suíça, Estados Unidos, Brasil e Egipto. Quando perguntaram a Gil sobre Dina, ele respondeu:
O talento, o compromisso, a dedicação e a capacidade para trabalhar duro, são características de Dina. Com os seus músicos ela é aberta, cooperativa e democrática. A sua música é muito variada, tem um tipo de personalidade multifacetada, trabalhando com várias coisas diferentes. A cada mês que passa ela consegue formular novas ideias. Na idade que ela tem, quando se tem curiosidade, é isso que acontece, está-se a encontrar um caminho a seguir. É incrível. Há um ano estava a cantar com bandas locais na Praça Tahrir no Cairo durante a revolução, e logo depois a tocar comigo em Londres uma canção apropriadamente bi-cultural, "Egyptian Bossa Nova". A tutoria foi para dar-lhe a oportunidade de seguir a forma na qual trabalhamos, como preparamos as nossas canções, os nossos discos, os nossos concertos, como viajamos e escolhemos audiências, e porque vamos à Europa e vamos à África. Dina tem uma grande personalidade artística, e foi adaptada pela vida para ser uma artista. Ela já é uma estrela recém-nascida,— Gilberto Gil

### Projecto Nilo
Em 2013 Wedidi tomou parte no Projecto Nilo, que é uma iniciativa musical e ambiental que reúne músicos e pensadores de todo o vale do Nilo. Dina participou com sua canção "Yá Ganouby" (que significa "Oh, meu sul") na qual Wedidi canta a respeito do seu pesar por estar desligada do seu sul (uma metáfora do Nilo), e sobre o seu desejo de que se converta numa parte mais integral de sua vida. A canção é uma expressão musical da missão do colectivo, de unir-se e re-aproximar as relações rompidas em seus meios culturais e naturais.

## Discografia
- Songs from a Stolen Spring (re-compilatório) (2014)[7]
- Turning Back (2014)[8]